# McKee
McKee és una població dels Estats Units a l'estat de Kentucky. Segons el cens del 2000 tenia 878 habitants.

## Demografia
Segons el cens del 2000, McKee tenia 878 habitants, 359 habitatges, i 232 famílies. La densitat de població era de 148,7 habitants/km².
Dels 359 habitatges en un 39,6% hi vivien nens de menys de 18 anys, en un 36,2% hi vivien parelles casades, en un 25,1% dones solteres, i en un 35,1% no eren unitats familiars. En el 32% dels habitatges hi vivien persones soles el 7,8% de les quals corresponia a persones de 65 anys o més que vivien soles. El nombre mitjà de persones vivint en cada habitatge era de 2,36 i el nombre mitjà de persones que vivien en cada família era de 2,98.
Per edats la població es repartia de la següent manera: un 31% tenia menys de 18 anys, un 15,4% entre 18 i 24, un 28,5% entre 25 i 44, un 17,1% de 45 a 60 i un 8,1% 65 anys o més.
L'edat mediana era de 27 anys. Per cada 100 dones de 18 o més anys hi havia 83,1 homes.
La renda mediana per habitatge era d'11.622 $ i la renda mediana per família de 12.857 $. Els homes tenien una renda mediana de 20.000 $ mentre que les dones 13.750 $. La renda per capita de la població era de 7.589 $. Entorn del 48,3% de les famílies i el 53,3% de la població estaven per davall del llindar de pobresa.

## Poblacions més properes
El següent diagrama mostra les poblacions més properes.